# Gaesischia phaeoptera
Gaesischia phaeoptera là một loài Hymenoptera trong họ Apidae. Loài này được Moure & Michener mô tả khoa học năm 1955.